# کوتویی
کوتویی (به لاتین: Cotuí) یک شهر در جمهوری دومینیکن است که در سانتو دومینگو واقع شده‌است.

## خصوصیات
کوتویی ۶۱۹٫۸۸ کیلومترمربع مساحت و ۷۹٬۵۹۶ نفر جمعیت دارد و ۶۶ متر بالاتر از سطح دریا واقع شده‌است.